# Młyn „Amerykanka” w Wieluniu

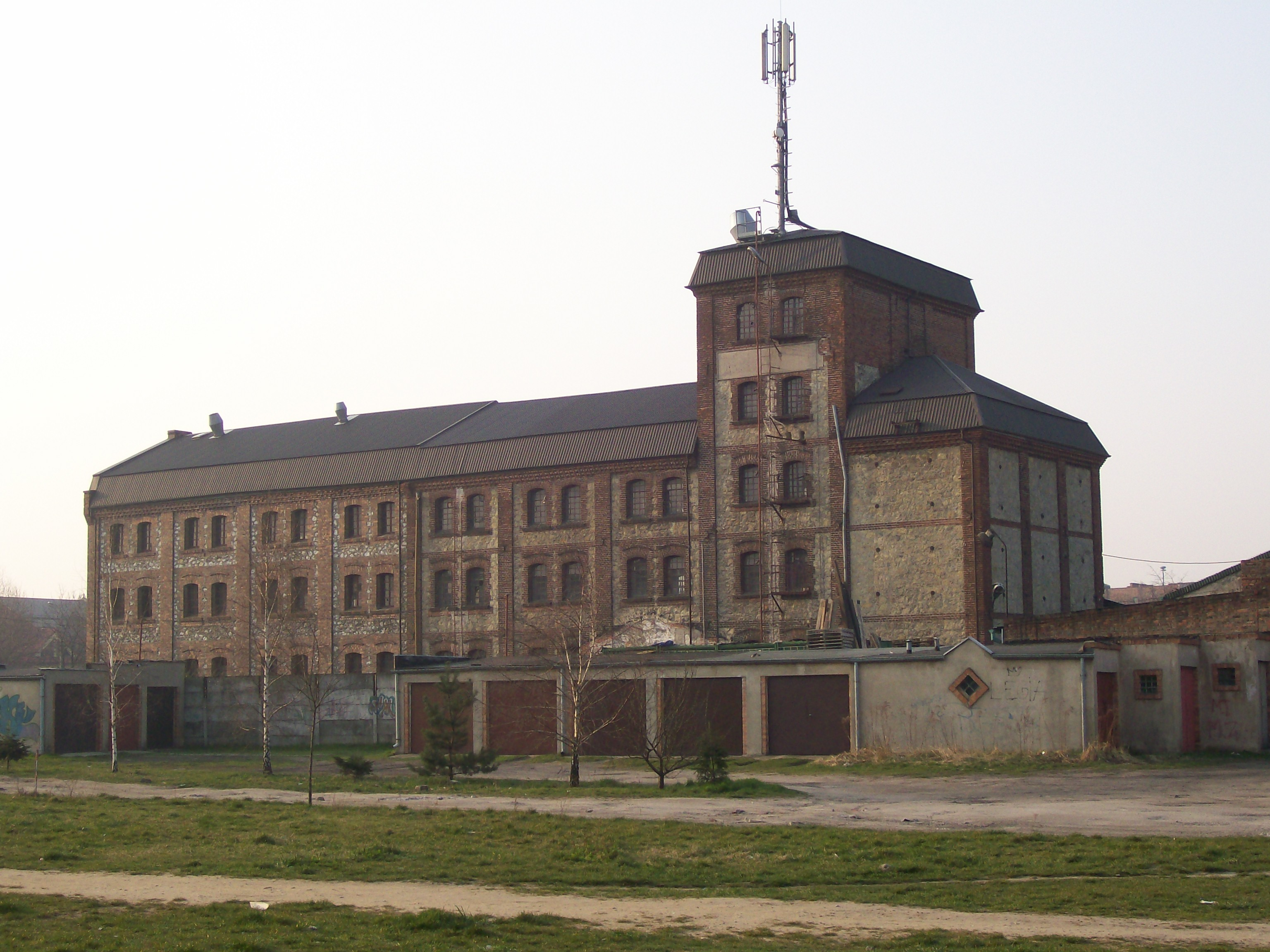
Młyn "Amerykanka" Wieluniu

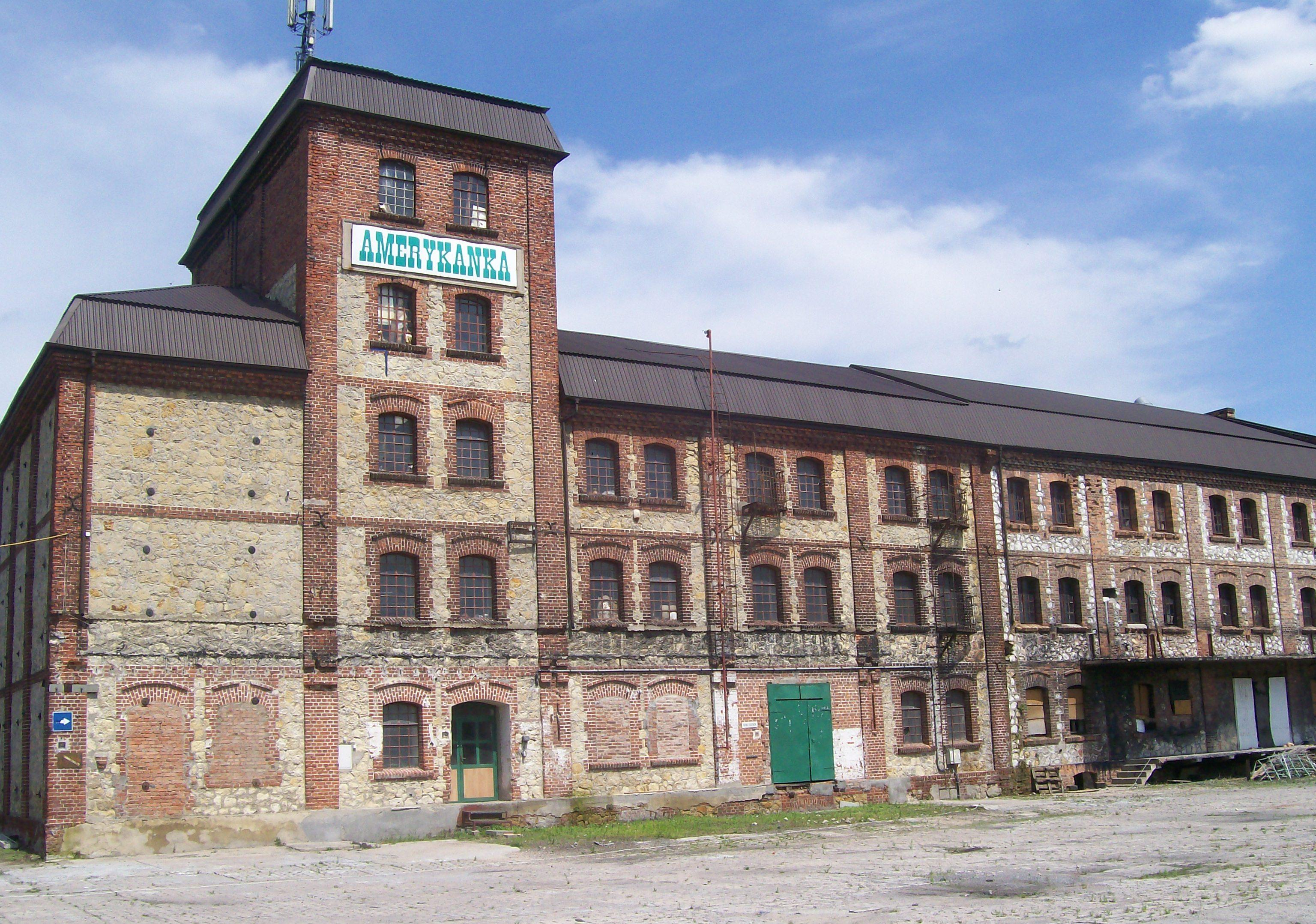
Młyn "Amerykanka" Wieluniu

Młyn "Amerykanka" w Wieluniu to obok cukrowni „Wieluń” jeden z najcenniejszych wieluńskich obiektów postindustrialnych. Ściany budynku wykonane są z czerwonej cegły oraz z kamienia wapiennego. Związane to jest z powszechnym występowaniem w okolicy (na Jurze Wieluńskiej) taniego i powszechnie niegdyś stosowanego materiału budowlanego jakim był kamień wapienny.
Młyn zlokalizowany jest pomiędzy śródmieściem a dwoma największymi osiedlami mieszkaniowymi Wielunia (Osiedlem Stare Sady oraz Osiedlem Kardynała Wyszyńskiego).
Obiekt ma zostać zaadaptowany na centrum handlowo-rozrywkowe. Objęty jest opieką konserwatora zabytków. Do końca kwietnia 2008 na terenie przylegającym do młyna funkcjonował skład budowlany.